# Morf
Morf – najmniejszy, dający się wyodrębnić w wyrażeniu element posiadający znaczenie. Każdy morf jest reprezentantem jakiegoś morfemu, morfem może mieć kilka morfów. Morfy mogą być prefiksami, sufiksami, interfiksami etc.; Dwa różne morfy występują, jeśli między dwiema jednostkami zachodzi różnica znaczeniowa, formalna (lub obie), np. człowiek – człowiecz, także w homonimii (np. „pokój światowy”, „pokój w mieszkaniu”) ten sam wyraz stanowi dwa morfy, gdyż występuje różnica formalna.